# 朱牧
朱牧（1938年3月28日—2007年11月29日），人稱：三爺，香港1960、70年代著名導演及演員，兒子朱濤，前媳婦為亞姐陳綺明。

## 執導電影
- 1967年《鳳陽花鼓》
- 1971年《無敵鐵沙掌》
- 1971年《雲姑》
- 1973年《頂天立地》
- 1973年《女警察》
- 1974年《至尊寶》
- 1975年《花飛滿城春》
- 1975年《拍案驚奇》
- 1976年《阿茂正傳》
- 1977年《鬼馬姑爺仔》
- 1978年《哈囉床上夜歸人》
- 1979年《龍形虎步千里追》
- 1981年《第三隻手》

## 監製電影
- 1985年《少林俗家弟子》
- 1986年《大上海1937》
- 1989年《秦俑》

## 演出電影(部份)
| - 1961年《雲開見月明》 - 1961年《星星月亮太陽(上)》 - 1961年《隔牆艷史》飾 老李 - 1961年《愛的教育》 - 1961年《星星月亮太陽(下)》 - 1961年《我是殺人犯》 - 1961年《手鎗》 - 1962年《火中蓮》 - 1962年《花田錯》 - 1962年《一段情》 - 1962年《楊貴妃》 - 1962年《萍水奇緣》 - 1962年《黑狐狸》 - 1963年《七仙女》飾 金甲神 - 1963年《金箭盟》飾 赤髪道人 - 1963年《武則天》 - 1963年《福星高照》 - 1963年《楊乃武與小白菜》 - 1963年《鶑歌燕舞》飾 兇手 - 1963年《梁山伯與祝英台》飾 樵夫 - 1963年《原野奇俠傳》飾 胡廣 - 1964年《玉堂春》飾 蘇老八 - 1964年《花木蘭》 - 1964年《王昭君》飾 王龍 - 1964年《狀元及第》飾 顧文友 - 1964年《山歌戀》 | - 1965年《西施》飾 吳王夫差 - 1965年《菟絲花》飾 羅毅教授 - 1967年《花落水流紅》飾 富翁范海屏 - 1967年《十萬青年十萬軍》飾 有島大佐 - 1967年《鳯陽花鼓》飾 李傑 - 1968年《大丐俠》飾 馮刁 - 1968年《玉龍吟》 - 1969年《四武士》飾 毒旋風 - 1969年《亡命八傑》飾 蒙將邦古鹿 - 1969年《鐵骨傳》 - 1969年《神經刀》 - 1969年《蓮花塞》 - 1969年《藍色的夢》飾 騙徒何森 - 1969年《盜壐》 - 1969年《一劍情深》飾 霹靂子 - 1970年《殺戒》 - 1970年《馬家溝》飾 趙隊長 - 1970年《壯士血》 - 1970年《翠寒谷》飾 元將阿圖魯 - 1970年《小蘋果》 - 1970年《雪路血路》...客串 - 1970年《鷹爪手》飾 徐伸達 - 1970年《玉樓春夢》 - 1970年《觀音客棧》 - 1970年《異鄉客》飾 黑無常常潔 - 1970年《錄音機情殺案》飾 周大偉 - 1970年《大賊王》 - 1970年《神龍奇俠》 - 1970年《火鳥第一號》 - 1970年《屠龍》 | - 1971年《三十六殺手》 - 1971年《巴士站》 - 1971年《千鈞一髮》 - 1971年《無敵鐵沙掌》 - 1971年《雲姑》 - 1971年《騙術奇譚》 - 1972年《仇連環》 - 1972年《輕煙》 - 1972年《五虎摧花》 - 1972年《快活林》 - 1972年《大軍閥》 - 1973年《蕩寇誌》 - 1973年《牛鬼蛇神》 - 1973年《頂天立地》 - 1973年《愛慾奇譚》 - 1973年《騙術奇中奇》 - 1973年《女警察》 - 1973年《一樂也》 - 1974年《至尊寶》 - 1974年《醜聞》 - 1974年《中泰拳壇生死戰》 - 1974年《福建少林拳》 - 1974年《運財童子小祖宗》 - 1974年《方世玉與洪熙官》 - 1975年《拍案驚奇》 - 1976年《半斤八兩》飾 朱牧 - 1976年《阿茂正傳》飾 紳士 - 1977年《鬼馬姑爺仔》飾 方先生 - 1992年《夢醒時分》 - 1994年《西楚霸王》 |

## 外部連結
- 朱牧在互联网电影资料库（IMDb）上的資料（英文）（英文）
- 在AllMovie上朱牧的頁面（英文）
- 朱牧在香港影庫上的簡介
- 朱牧在豆瓣上的资料（简体中文）
- 朱牧在时光网上的簡介（简体中文）